# 修正重力理論
修正重力理論（しゅうせいじゅうりょくりろん、MOdified Gravity、略してMOG）あるいはスカラー・テンソル・ベクトル重力(Scalar–tensor–vector gravity、略してSTVG)とはジョン W.モファット（デンマーク人）が提唱した重力理論。

## 概要
スカラー・テンソル・ベクトル重力理論（あるいは修正重力理論）は、ニュートン力学を拡張して（特殊・一般）相対性理論が確立されたように、一般相対性理論を拡張しようとする試みの一つである。
具体的には電磁力・強い力・弱い力・重力に続く第5の力を仮定し、さらに重力定数が距離で変動することで説明しようとする。
第5の力の場はファイオン場と呼び、その力は重力と逆方向に作用するが、遠距離においてはその働きが小さくなることで相対的に重力が大きく作用する。
これらの影響は木星公転半径程度の距離から初めて観測されるものである。
STVGは、アインシュタインの一般相対性理論と観測される事実から存在が予測できるが観測されないダークマターやダークエネルギーは、実際に存在しないという立ち位置の理論である。
これは観測される事象に対して前提となる仮定を少なくしようという原理に基づいている。
理論の骨子は「重力定数は一定ではなく、距離により変化する」という点。
太陽系程度の近距離では重力定数はほとんど変化しないが、銀河などの天文学的な遠距離になると重力定数はかなり上昇し、
重力はこれまでニュートンの万有引力から得られていた値より大きくなる。
このためダークマターやダークエネルギーを仮定する必要はない。
距離により重力定数が変化するため修正ニュートン力学(MOND)の一種としての誤解を受けやすいが
MONDが相対論的アプローチではないため、別個のものである。

## 数学的な詳細
STVGは作用原理を用いて定式化される。
以下の計量の符号は {\displaystyle [+,\ -,\ -,\ -]} を使う。
光速は{\displaystyle c=1}とし、リッチテンソルは次のように定義される。
{\displaystyle R_{\mu \nu }=\partial _{\alpha }\Gamma _{\mu \nu }^{\alpha }-\partial _{\nu }\Gamma _{\mu \alpha }^{\alpha }+\Gamma _{\mu \nu }^{\alpha }\Gamma _{\alpha \beta }^{\beta }-\Gamma _{\mu \beta }^{\alpha }\Gamma _{\alpha \nu }^{\beta }}

まずEinstein-Hilbert Lagrangianから始める。
{\displaystyle {\mathcal {L}}_{G}=-{\frac {1}{16\pi G}}\left(R+2\Lambda \right){\sqrt {-g}}}
ここで {\displaystyle R} はリッチテンソルのトレース、 {\displaystyle G} は重力定数の変化、 {\displaystyle g} は計量テンソル{\displaystyle g_{\mu \nu }}の行列式、 {\displaystyle \Lambda } は宇宙定数である。
STVGのベクトル場、すなわちファイオン場{\displaystyle \phi _{\mu }}はプロカ方程式のラグランジアンにより導くことが出来る。
{\displaystyle {\mathcal {L}}_{\phi }=-{\frac {1}{4\pi }}\omega \left[{\frac {1}{4}}B^{\mu \nu }B_{\mu \nu }-{\frac {1}{2}}\mu ^{2}\phi _{\mu }\phi ^{\mu }+V_{\phi }(\phi )\right]{\sqrt {-g}}}
ここで {\displaystyle B_{\mu \nu }=\partial _{\mu }\phi _{\nu }-\partial _{\nu }\phi _{\mu }} であり、 {\displaystyle \mu } はファイオン場の有効質量、 {\displaystyle \omega } はファイオン場と物質の相互作用、 {\displaystyle V_{\phi }} は自己相互作用ポテンシャルである。
この理論の3定数 {\displaystyle G} と {\displaystyle \mu } と {\displaystyle \omega } はラグランジアン密度に関連した運動とポテンシャルの項を導入することにより、スカラー場となる。
{\displaystyle {\mathcal {L}}_{S}=-{\frac {1}{G}}\left[{\frac {1}{2}}g^{\mu \nu }\left({\frac {\nabla _{\mu }G\nabla _{\nu }G}{G^{2}}}+{\frac {\nabla _{\mu }\mu \nabla _{\nu }\mu }{\mu ^{2}}}-\nabla _{\mu }\omega \nabla _{\nu }\omega \right)+{\frac {V_{G}(G)}{G^{2}}}+{\frac {V_{\mu }(\mu )}{\mu ^{2}}}+V_{\omega }(\omega )\right]{\sqrt {-g}}}
ここで {\displaystyle \nabla _{\mu }} は計量 {\displaystyle g_{\mu \nu }} に関して共変微分を表し、一方 {\displaystyle V_{G}} と {\displaystyle V_{\mu }} と {\displaystyle V_{\omega }} はスカラー場に関する自己相互作用ポテンシャルである。

## 観測
STVG / MOGは、天文天体物理学と宇宙論的現象の範囲に正常に適用されている。
太陽系のスケールではニュートン力学や相対性理論と理論的に偏差はない。
また、これは質量の最大値が太陽の数百万倍以下で構成される星団についても同様。
渦巻銀河の回転曲線に適合し、
正確にタリー・フィッシャー関係を再現する。
STVGは、銀河団の質量分布とよく一致している。
STVGでは以下の主要な宇宙現象を説明することができる。
- 宇宙マイクロ波背景放射のピーク。
- Ia型超新星の観測から明らかである宇宙の加速膨張。
- 大規模な銀河の観測で明らかになった物質のパワースペクトル。